# Luísa Todi
Luísa Todi, nascida Luísa Rosa de Aguiar (Setúbal, Nossa Senhora da Anunciada, 9 de Janeiro de 1753 — Lisboa, Encarnação, 1 de Outubro de 1833), foi uma cantora lírica portuguesa.

## Família
Nascida a 9 de janeiro de 1753 na casa nº 49-51 da Rua de Coina (atual Rua da Brasileira), na freguesia de Nossa Senhora da Anunciada, concelho de Setúbal, era filha de Manuel José de Aguiar (Lisboa, Conceição Nova (extinta), bap. 12 de Janeiro de 1710 - ?), professor de música e instrumentista, e de sua mulher (Setúbal, Nossa Senhora da Anunciada, 4 de Setembro de 1745) Ana Joaquina de Almeida (Setúbal, Santa Maria da Graça, 19 de Fevereiro de 1726 - ?) e irmã mais nova de Cecília Rosa de Aguiar (23 de Agosto de 1746 - ?) e de Isabel Efigénia de Aguiar (5 de Novembro de 1750 - ?), em 1765 já se encontrava a viver em Lisboa, casando em 1771 com Joaquim de Oliveira. A sua mãe era filha de João de Almeida, sangrador, e de sua mulher Isabel da Esperança (filha de João da Frota e de sua mulher Luísa de Brito) e era neta paterna por bastardia de Miguel Pessanha de Vasconcelos, da Casa da Quinta de Santo Estêvão das Areias, termo da freguesia da Sé de Viseu (filho segundo do 8.º Senhor do Celeiro de Moçâmedes de juro e herdade), e de Serafina de Almeida, "a Relojoeira", de Viseu. Foi batizada a 31 de Janeiro de 1753, na Igreja Paroquial de Nossa Senhora da Anunciada, em Setúbal.

## O início da carreira
Luísa começou a sua carreira pelo teatro musical, aos catorze anos, no Teatro do Conde de Soure, no Tartufo, de Molière. Com a sua irmã mais velha, Cecília Rosa de Aguiar (23 de Agosto de 1746 - ?), cantou em óperas cómicas.
Casou em Lisboa, na Igreja Paroquial das Mercês, a 28 de Julho de 1769, com o compositor e primeiro-violinista napolitano e seu grande admirador, Francesco Saverio Todi (Nápoles, Santa Ana de Palácio, c. 1745 - Porto, Santo Ildefonso, 28 de Abril de 1803), filho de Niccolò Todi e de sua mulher Mariana ... e viúvo de Teresa ..., de quem não teve filhos (falecida a 31 de Maio de 1769 na freguesia dos Olivais, em Lisboa, com óbito registado na paróquia das Mercês, tendo sido sepultada na Igreja Paroquial de Santa Maria dos Olivais). O apelido foi dado pelo marido e fê-la aprender canto com o compositor David Perez, muito conceituado mestre de capela da corte portuguesa. Ao marido deveu o aperfeiçoamento e a dimensão internacional que a levariam a todas as cortes da Europa, como cantora lírica.
Estreou-se em 1771 na corte portuguesa dos futuros D. Maria I e D. Pedro III e cantou no Porto entre 1772 e 1775. Durante esse período aí nasceu o seu primeiro filho João Todi em 1772, e, em 1773, a sua primeira filha Ana José Todi. Em 1775 nasceria em Guimarães a sua filha Maria Clara Todi e, em 1777, em Aranjuez, Espanha, o seu filho Francisco Xavier Todi.

## A carreira internacional
Em 1777 parte para Londres, Grã-Bretanha, para actuar no King's Theatre, sem particular aplauso por parte dos ingleses.
Em 1778 está em Paris, França, onde a 22 de Novembro nasceria a sua filha Adelaide Antónia Todi, em Versalhes. Em 1780 é aclamada em Turim, no Teatro Régio, tendo assinado um contrato como prima-dona, e em 1780 era já considerada pela crítica como uma das melhores vozes de sempre. Nessa cidade veio a nascer o seu filho Leopoldo Rodrigo Ângelo Todi a 24 de Novembro de 1782.
Brilhou na Áustria, na Alemanha e na Rússia. Veio a Portugal em 1783 para cantar na corte portuguesa. Regressou a Paris, tendo ficado célebre o «duelo» com outra cantora famosa, Gertrud Elisabeth Mara, que dividiu a crítica e o público entre todistas e maratistas.
Convidada, parte com o marido e filhos para a corte de Catarina II da Rússia, em São Petersburgo (1784 a 1787), que a presenteou com jóias fabulosas. Em agradecimento o casal Todi escreveu para a imperatriz o libreto da ópera Pollinia. As suas relações com a imperatriz, contudo, azedaram, porque Luísa se achava mal remunerada e Catarina achava as suas exigências exorbitantes. Em 1787, Luísa Todi deixou a Rússia em direção a Berlim, sem se despedir da czarina.
Berlim tinha aplaudido Luísa Todi quando ia a caminho da Rússia e, no regresso, foi convidada por Frederico Guilherme II da Prússia, que lhe deu aposentos no palácio real, carruagem e os seus próprios cozinheiros, sem falar do principesco contrato, tendo ali permanecido de 1787 a 1789.
Diversas cidades alemãs a aplaudiram como Mogúncia, Hanôver e Bona, onde Beethoven a terá ouvido. Cantou ainda em Veneza, na República de Veneza, Génova, na República de Génova, Pádua, na República de Veneza, Bérgamo, no Ducado de Milão, e Turim, no Reino da Sardenha.
De 1792 a 1796 encantou os madrilenos novamente.
Em 1793 vem à corte de Lisboa por ocasião do baptizado de mais uma filha do herdeiro do trono, o futuro D. João VI, casado com D. Carlota Joaquina. A cantora precisou de uma autorização especial para cantar em público, o que era então proibido às mulheres.
Em 1799 terminou a sua carreira internacional em Nápoles, no Reino de Nápoles.

## O regresso a Portugal

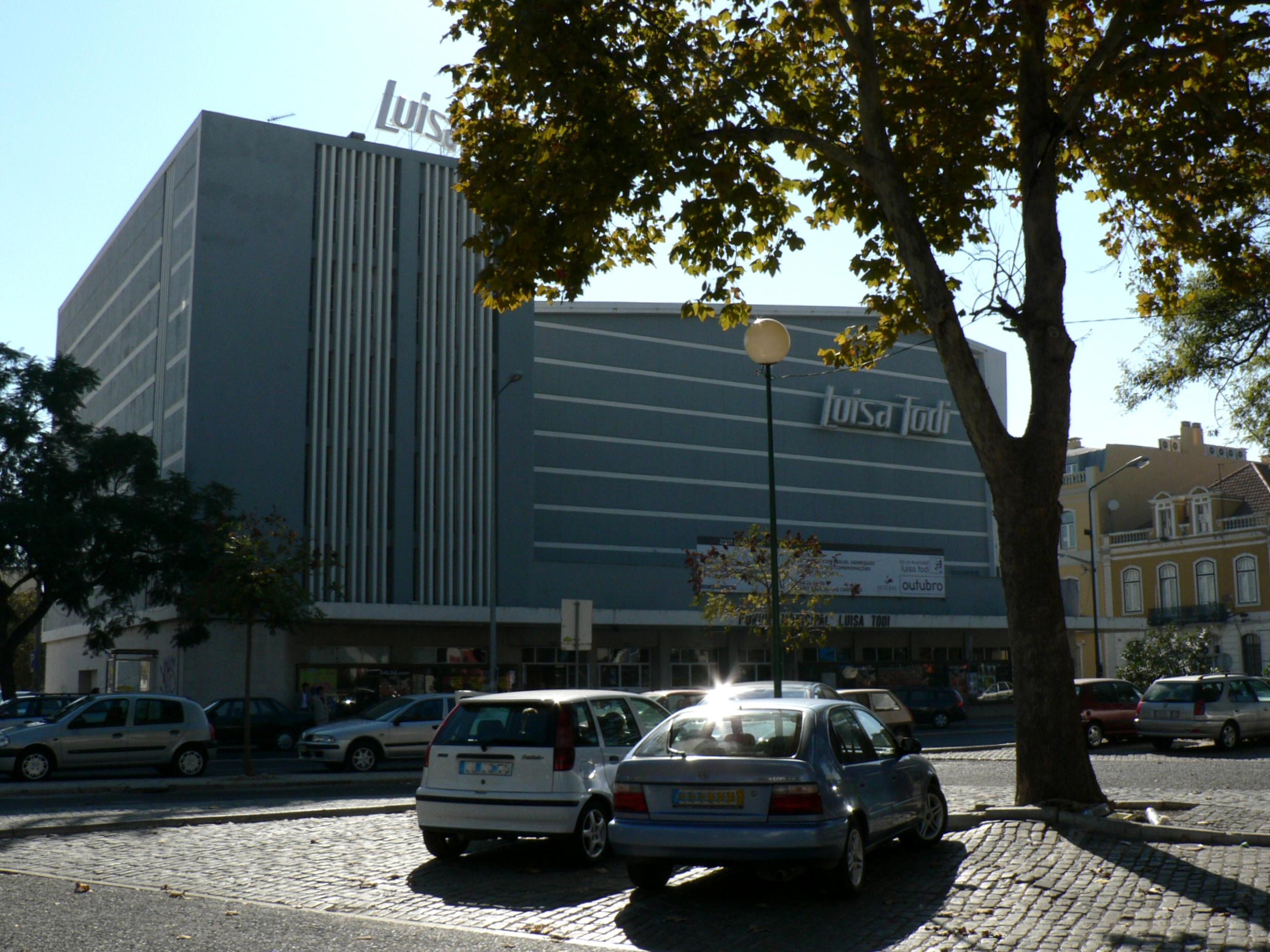
Forum Municipal Luisa Todi em Setúbal

Regressou a Portugal e cantou ainda no Porto, em 1801, onde enviuvou, em Santo Ildefonso, na Rua Nova de Almada, a 28 de Abril de 1803, altura em que se aposenta de vez, tendo usado roupa de luto até ao fim dos seus dias. O seu marido encontra-se sepultado na Igreja de Santo Ildefonso. Viveu naquela cidade, onde viria a perder as suas famosas jóias no trágico acidente da Ponte das Barcas, por ocasião da fuga das invasões francesas de Portugal pelos exércitos de Napoleão, em 1809. A família de Todi foi no entanto presa, mas com a ajuda do General Soult, que a reconheceu como "a cantora da nação", obtiveram protecção.

Viveu em Lisboa, de 1811 até ao final da sua vida, consta que, com dificuldades económicas e, a partir de 1823, completamente cega. 

## A cantora
Luísa Todi, que tinha a capacidade invulgar de cantar com a maior perfeição e expressão em francês, inglês, italiano e alemão, é considerada a meio-soprano portuguesa mais célebre de todos os tempos.
No seu Tratado da Melodia, Anton Reicha, considera Luísa Todi como «a cantora de todas as centúrias» melhor dizendo «uma cantora para a eternidade».

## Morte e homenagens
Luísa Todi faleceu em Lisboa, na freguesia da Encarnação, aos 80 anos de idade, em 1 de Outubro de 1833, após ter sido vítima de um acidente vascular cerebral em Julho daquele ano, tendo sido sepultada no cemitério paroquial da Igreja da Encarnação, perto do Chiado. A área do cemitério ficou por baixo das fundações do edifício construído por trás da Igreja, debaixo do número 78 da Rua do Alecrim.
Apesar de vários pedidos de entusiastas e descendentes, uma das maiores cantoras portuguesas de todos os tempos jaz, hoje em dia, sob o pavimento de uma cave obscura (conforme testemunho citado por Mário Moreau do proprietário da Chapelaria que aí havia).
A sua cidade natal, Setúbal, erigiu um monumento com a sua efígie e deu o seu nome a uma das principais artérias da cidade, a Avenida Luísa Todi.

## Casamento e descendência
Do casamento com Francesco Saverio Todi (Nápoles, Nápoles, 1745 - Porto, Santo Ildefonso, 28 de Abril de 1803), nasceram seis filhos e filhas: 
- João Todi (Porto, 1772 - ?);
- Ana José Todi (Porto, 1773 - Lisboa, Encarnação, 22 de Outubro de 1851) morreu solteira, na Rua da Atalaia, número 10, sendo sepultada no Cemitério dos Prazeres;
- Maria Clara Todi (Guimarães, 1775 - Lisboa, Encarnação, 28 de Junho de 1844) morreu solteira, na Rua da Rosa, sendo sepultada no Cemitério dos Prazeres;
- Francisco Xavier Todi (Aranjuez, Espanha, 1777 - ?) casou com Maria Amália das Neves, filha de João das Neves Pereira e de sua mulher Maria Rosa das Neves, com geração;
- Adelaide Antónia Todi (Versalhes, Île-de-France, França, 22 de Novembro de 1778 - Lisboa, Encarnação, 28 de Agosto de 1838) morreu solteira, na Rua da Rosa, sendo sepultada no Cemitério dos Prazeres;
- Leopoldo Rodrigo Ângelo Todi (Turim, Sardenha, 24 de Novembro de 1782 - ?) casou na Igreja de Nossa Senhora do Amparo de Benfica, a 25 de Junho de 1821, com Maria Germana Vasques, filha de António José Vasques e de sua mulher Joana Albina Rosa, com geração.